# Rechan
Rechan é um distrito do município brasileiro de Itapetininga, que integra a Região Metropolitana de Sorocaba, no interior do estado de São Paulo.

## História

### Origem
Um dos fatores da fundação do distrito foi a inauguração de uma estação ferroviária da Estrada de Ferro Sorocabana no local em 16/10/1907. A estação foi inaugurada com o nome de Herval. Como consta o aviso no Diário Oficial do Estado de São Paulo no dia 15 de outobro de 1907.:
| “ | Faço público que, terça-feira, 15 do corrente, será entregue a está companhia, pelo Governo do estado, o trecho de 54 kilometros do prolongamento de itararé, entre a estação Itapetininga e a de Engenheiro Hermillo. Dessa mesma data em diante será aberta ao tráfego de mercadorias, encomendas e passageiros a Estação Engenheiro Hermillo, situado no Kilometro 280 do referido ramal... | ” |

A linha sairia de Itapetininga, passaria pela Estação Cesario, chegaria na Estação Herval e partiria a Estação Engenheiro Hermillo. No outro dia retornaria pelo mesmo trajeto.
Em 1910 mudou para o nome atual: Rechan (ou Rechã). O prédio que ainda está lá hoje parece ser o original. Depois de passar mais de vinte anos desativada, com a extinção dos trens de passageiros do ramal, em 1978, a estação foi restaurada e passou a receber o trem de passageiros Sorocaba-Apiaí, no final de 1997. Rechan é um distrito afastado de Itapetininga, e, embora esse trem somente passasse duas vezes por dia - uma vez à noite, por volta das 21h, e outra vez de manhã, às 9h - a estação estava sempre cheia de pessoas para ver o trem chegar, como há 100 anos.
Em fins de fevereiro de 2001, a estação foi desativada de vez. Em agosto de 2002 estava tudo abandonado, toda aquela vida se perdeu. Atualmente, a estação serve como rodoviária, tendo também um bar, além de uma base dos correios. No galpão hoje existe uma escola de capoeira.

### Formação administrativa
- Distrito policial de Barreti criado em 29/04/1937 no município de Itapetininga[6].
- Distrito criado pela Lei n° 2.343 de 14/05/1980, com sede no bairro de Rechan e com território pertencente ao município de Itapetininga[7][8].

### Pedido de emancipação
O distrito tentou a emancipação político-administrativa e ser elevado à município, através de processo que deu entrada na Assembléia Legislativa do Estado de São Paulo no ano de 1994, mas como não atendia os requisitos necessários exigidos por lei para tal finalidade, o processo foi arquivado.

## Geografia

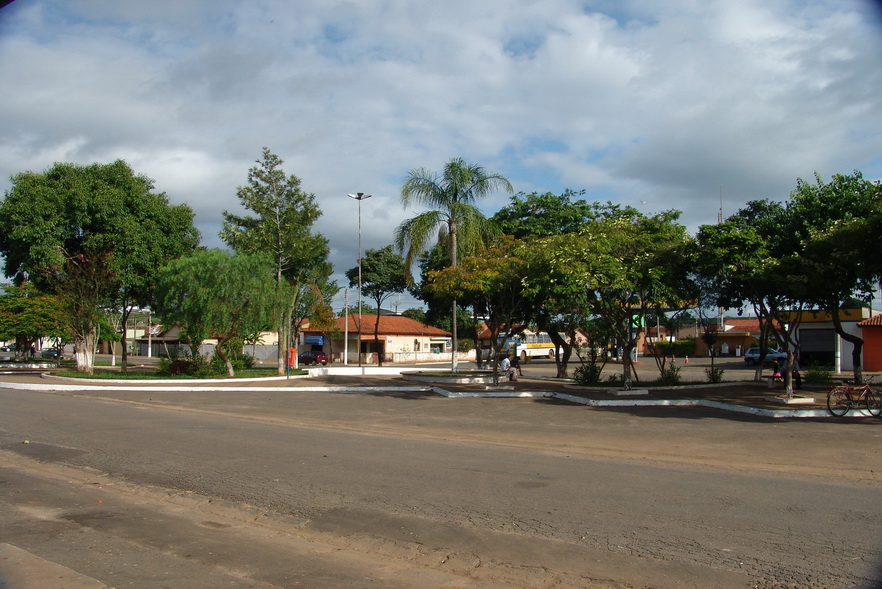
Aspecto local.

### Localização
Está localizado a 42 km a oeste de Itapetininga, próximo ao município de Angatuba.

### Demografia

#### População urbana
| Crescimento população urbana | Crescimento população urbana | Crescimento população urbana | Crescimento população urbana |
| Censo                        | Pop.                         |                              | %±                           |
| ---------------------------- | ---------------------------- | ---------------------------- | ---------------------------- |
| 1980                         | 1 006                        |                              | —                            |
| 1991                         | 1 929                        |                              | 91,7%                        |
| 2000                         | 3 187                        |                              | 65,2%                        |
| 2010                         | 4 142                        |                              | 30,0%                        |
| Fonte: IBGE e Fundação SEADE |                              |                              |                              |

#### População total
Pelo Censo 2010 (IBGE) a população total do distrito era de 4 772 habitantes.
- Urbana: 4 142
- Rural:    630
- Homens: 2 506 (52,51%)
- Mulheres: 2 266  (47,49%)
- Taxa de alfabetização: 92,60%

#### Composição étnica
| Cor/Raça | População |
| -------- | --------- |
| Branca   | 3 609     |
| Negra    | 97        |
| Parda    | 1 054     |
| Amarela  | 12        |

Fonte: Censo Demográfico 2010

### Área territorial
A área territorial do distrito é de 250,990 km².

#### Limites
- Com o distrito de Gramadinho[13]:

Começa no ribeirão da Pescaria, na foz do córrego Mata do Pereira ou do Veado Pardo; sobe pelo ribeirão da Pescaria até a cabeceira de seu galho nororiental no espigão Paranapanema-Capivari; alcança na contra vertente, a cabeceira mais ocidental do córrego do Areão, pelo qual desce até a sua foz no rio Capivari; sobe por este até a foz do córrego Vira Copos.
- Com o município de Itapetininga[13]:

Começa no rio Capivari na foz do córrego Vira Copos; sobe por este e pelo seu galho da esquerda, até sua cabeceira mais setentrional, no divisor Capivari-Itapetininga; transpõe este divisor, em demanda da cabeceira sudocidental do ribeirão Grande, pelo qual desce até sua foz no rio Itapetininga, pelo qual desce até a foz do ribeirão da Corrupção.
- Com o município de Angatuba[13]:

Começa na foz do ribeirão da Corrupção, no rio Itapetininga, pelo qual desce até a foz do córrego do Japão, sobe por este até sua cabeceira mais meridional; segue pelo contraforte fronteiro entre o córrego Monjolinho à direita, e os córregos Japãozinho e do Pinhalzinho, à esquerda, até cruzar com o espigão Itapetininga-Paranapanema; prossegue por este espigão até a cabeceira norocidental do córrego Mata do Pereira ou do Veado Pardo, pelo qual desce até a sua foz no ribeirão da Pescaria; desce por este ribeirão até sua foz no rio Paranapanema.

### Rodovias
O principal acesso ao distrito é a Rodovia Raposo Tavares (SP-270), além de contar com diversas estradas vicinais de ligação com outros bairros rurais de Itapetininga:
- Estrada Vicinal Carmine Barreti (município de Angatuba) liga o distrito à SP-270.[15] pavimentada
- EM-468 José Francisco de Almeida - liga o distrito com o bairro retiro, com início na ponte sobre o Rio Capivari e término na EM-50, com extensão de 21 km aproximadamente.[16] não pavimentada
- EM-354 Est. Fazendinha (Granja Alvorada) - liga a vicinal José Francisco de Almeida ao Grupo Alvorada.[17]não pavimentada
- EM-454 José Francisco de Almeida - liga o grupo alvorada ao bairro viracopos, tem 7 km de extensão.[18]não pavimentada

### Ferrovias

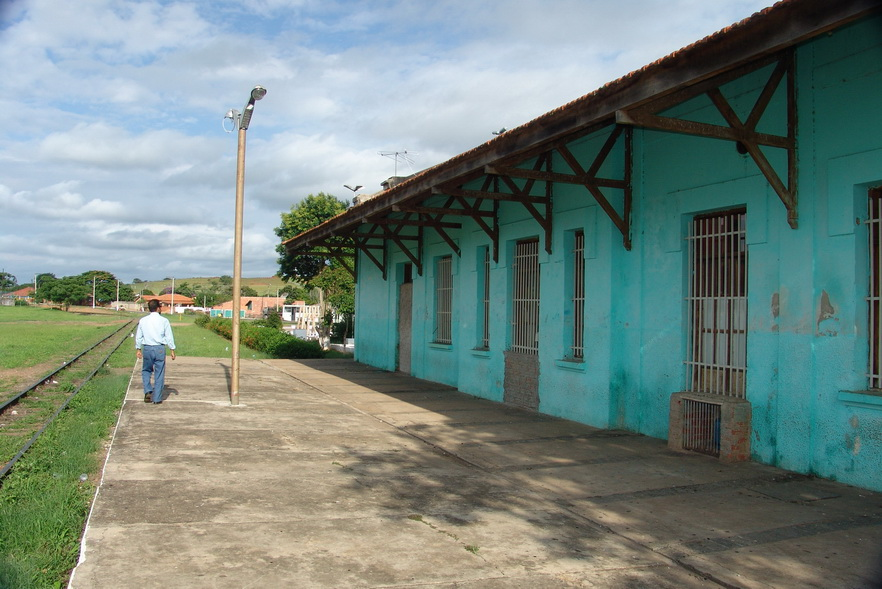
Estação ferroviária.

Ramal de Itararé (Estrada de Ferro Sorocabana), sendo a ferrovia operada atualmente pela Rumo Malha Sul.

### Hidrografia
O distrito do Rechan é considerado um lugar prestigiado, pois fica entre o Rio Itapetininga e o Rio Capivari e ambos os rios fazem parte da Bacia Hidrográfica do Alto Paranapanema, por isso são alvo de diversos projetos ambientais referentes à proteção do Meio Ambiente. 
O distrito faz parte também do Aquífero Tubarão, da rochas sedimentares do Grupo Itararé da Bacia do Paraná.

### Clima
O clima é quente e temperado cfa, em Rechan existe uma pluviosidade significativa ao longo do ano. Mesmo o mês mais seco ainda assim tem muita pluviosidade. A temperatura média anual fica em torno 19,6 °C, com média mínima de 15,7 °C e a média máxima é de 22,8 °C. Seu índice pluviométrico anual é de 1 213 milímetros (mm).
| 'Dados climatológicos para Rechan' | 'Dados climatológicos para Rechan' | 'Dados climatológicos para Rechan' | 'Dados climatológicos para Rechan' | 'Dados climatológicos para Rechan' | 'Dados climatológicos para Rechan' | 'Dados climatológicos para Rechan' | 'Dados climatológicos para Rechan' | 'Dados climatológicos para Rechan' | 'Dados climatológicos para Rechan' | 'Dados climatológicos para Rechan' | 'Dados climatológicos para Rechan' | 'Dados climatológicos para Rechan' | 'Dados climatológicos para Rechan' |
| Mês                                | Jan                                | Fev                                | Mar                                | Abr                                | Mai                                | Jun                                | Jul                                | Ago                                | Set                                | Out                                | Nov                                | Dez                                | Ano                                |
| ---------------------------------- | ---------------------------------- | ---------------------------------- | ---------------------------------- | ---------------------------------- | ---------------------------------- | ---------------------------------- | ---------------------------------- | ---------------------------------- | ---------------------------------- | ---------------------------------- | ---------------------------------- | ---------------------------------- | ---------------------------------- |
| Temperatura máxima média (°C)      | 28,2                               | 28,0                               | 27,3                               | 25,4                               | 23,2                               | 22,3                               | 22,0                               | 23,2                               | 24,4                               | 25,5                               | 26,7                               | 27,6                               | 25,3                               |
| Temperatura média (°C)             | 22,8                               | 22,8                               | 21,9                               | 19,9                               | 17,3                               | 16,2                               | 15,7                               | 17,2                               | 18,6                               | 20,0                               | 21,2                               | 22,1                               | 19,6                               |
| Temperatura mínima média (°C)      | 17,4                               | 17,6                               | 16,6                               | 14,4                               | 11,4                               | 10,1                               | 9,5                                | 11,2                               | 12,8                               | 14,5                               | 15,8                               | 16,6                               | 13,9                               |
| Precipitação (mm)                  | 191                                | 180                                | 134                                | 59                                 | 65                                 | 54                                 | 40                                 | 41                                 | 65                                 | 130                                | 97                                 | 157                                | 1 213                              |
| Fonte: Climate-Data.org            |                                    |                                    |                                    |                                    |                                    |                                    |                                    |                                    |                                    |                                    |                                    |                                    |                                    |

## Serviços públicos

### Administração
O distrito do Rechan teve em sua história, quatro vereadores atuando na Câmara Municipal de Itapetininga:
- Gentil de Araujo (Araujo) - 1989/2000 [23]
- José Aristeu de Souza (Aristeu) - 2000/2004 [24]
- João Batista de Souza (Batista do Pimenta) - 2012/2020 [25]
- Sidnei Teixeira Barbosa (Sid do Rechã) - 2º Secretário 2012/2016 [26]

### Registro civil
Feito na sede do município, pois o distrito não possui Cartório de Registro Civil das Pessoas Naturais.

### Educação
Rechan possui uma creche, a EMEIF Profª Angelina G. da S. Martins e duas escolas, sendo elas a EE Profº Virgílio Silveira, destaque por realizar diversos trabalhos culturais junto à comunidade, principalmente voltados ao Meio Ambiente, e a EMEF Julieta Rolim da Silva.

### Lazer
O distrito conta com a Praça Oscar Leonel, localizada na região central, antiga Estação Rodoviária, utilizada para convivência comunitária. Seu nome homenageia um tradicional agropecuarista, comerciante da região, reconhecido por sua contribuição ao desenvolvimento local.

### Transportes
Inicialmente o distrito era atendido por uma linha suburbana da Artesp da empresa Transpen, que ligava o distrito até o centro de Itapetininga, passando pelo distrito de Bom Retiro da Esperança em Angatuba. Agora o distrito é atendido por uma linha urbana da empresa Viação Nossa Senhora Aparecida.

### Saneamento
O serviço de abastecimento de água é feito pela Companhia de Saneamento Básico do Estado de São Paulo (SABESP).

### Energia
A responsável pelo abastecimento de energia elétrica é a CPFL Santa Cruz (antiga CPFL Sul Paulista), distribuidora do grupo CPFL Energia.

### Telecomunicações
O distrito era atendido pela Telecomunicações de São Paulo (TELESP), que inaugurou a central telefônica utilizada até os dias atuais. Em 1998 esta empresa foi vendida para a Telefônica, que em 2012 adotou a marca Vivo para suas operações.

## Atividades econômicas
Desde a criação da estação Herval tem se notícia da vinda e ida de mercadorias no local. Na primeira e segunda década do séc. XX o italiano Cármine Barretti começava a operar no então vilarejo e a manufaturar o algodão da roça com uma pequena usina no local de beneficiamento. Também começou a envasilhar e vender água mineral da "Fonte Santa Amélia" denominada água mineral "Excelsior".
Quase no mesmo período a família libanesa Macruz (Macruz e Comp.) começa a administrar a Fazenda Monte Verde com plantação de algodão e pecuária em sua propriedade. A família Macruz administrou a fazenda até 1930 que por causa da crise de 1929 e a derrubada no preço do algodão foi liquidada e passada para o banco. Posteriormente a fazenda foi adquirida por Vicente Langone que administrou até sua venda para a Nitro Quimica (Atual Grupo Votorantim).
Atualmente, o distrito abriga duas grandes empresas Rurais: a Citrosuco/Votorantim e o Grupo Alvorada, responsáveis por grande parte da geração de emprego no distrito, além de contar com empresas terceirizadas e serviços.

## Cultura
Existem projetos sociais que são realizados pela Casa do Adolescente de Itapetininga, beneficiando diversas crianças e adolescentes. Possui também o Grupo de Capoeira Cordão de Ouro, que através da prática dessa tradicional expressão cultural, ensina as pessoas o que realmente é a cultura brasileira.

## Religião
O Cristianismo se faz presente no distrito da seguinte forma:

### Igreja Católica
- A igreja faz parte da Diocese de Itapetininga[43].

### Igrejas Evangélicas
- Assembleia de Deus - O distrito possui congregação da Assembleia de Deus Ministério de Madureira.
- Congregação Cristã no Brasil[44].
- Igreja do Evangelho Quadrangular.
- Igreja Universal do Reino de Deus.